# Каменка (Воскресенский район)
Ка́менка — деревня в Воскресенском районе Нижегородской области, Владимирском сельсовете

## География
Находится в 32 км от административного центра сельсовета. Имеет четыре улицы: Октябрьская, Советская, Тихая, Широкая

## Население
| 1999 | 2002 | 2010 |
| ---- | ---- | ---- |
| 124  | ↘118 | ↘83  |